# Коджон
Коджон е 26-ият крал от династията Чосон и първият император на Корея.

## Биография
Коджон е роден на 8 септември 1852 година в Сеул. Коджон се възкачва на трона от династия Чосон през 1863 г., когато все още е дете. През 1873 г. обявява своето поемане на прякото царско управление. С оттеглянето на Хънгъон Дауонгун, съпруга на Годжонг, Годжонг провъзгласява Корейската империя през 1897 г., за да оправдае прекратяването на традиционното подчинение на Китай. Той се опитва да насърчи в крайна сметка неуспешната реформа на Гуанму.